# Bagel

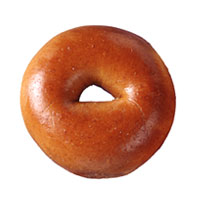
Bagel

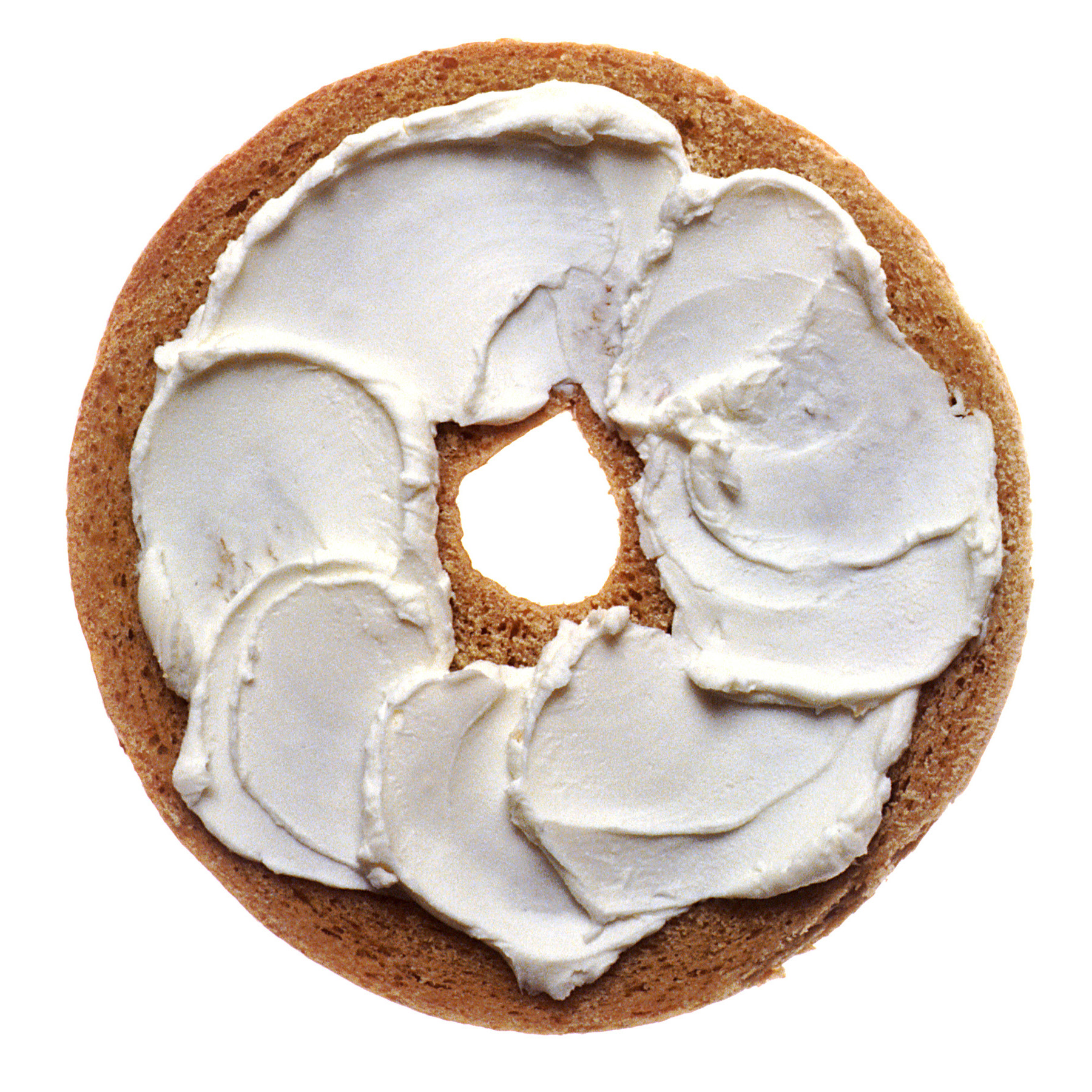
Bagel met roomkaas

Een bagel (uitspraak ['beɪgəl]) is een van oorsprong Joods broodje met een gat erin. Qua vorm lijkt hij veel op de donut en wordt hier vaak mee verward. De bagel ligt echter veel zwaarder op de maag en wordt niet gefrituurd. Bagels hebben een gezond imago; ze worden zonder boter of margarine gebakken. Ze kunnen op vele manieren worden belegd.

## Bereiding
De traditionele manier om bagels te maken vergt veel tijd. Het deeg wordt gekookt, nadat het lang gekneed en gerezen is. Om brood te conserveren, kookten Asjkenazisch Joodse bakkers hun deeg en droogden het aan een stok bij het vuur. Na het drogen werden de bagels ondergedompeld in kokend water met siroop, en daarna gebakken. Sinds de twintigste eeuw worden zij in een ringvorm gebakken.

## Oorsprong
De bagel is van oorsprong een Pools product, dat door joodse immigranten in de Verenigde Staten is geïntroduceerd. Ze vestigden zich onder andere in het zuidoosten van Manhattan, New York. Terwijl de winkels in New York op zondag gesloten waren, kon men in deze joodse wijk vlechtbroden (challes) en bagels kopen. Al snel gingen joodse bakkers met broodkarren door heel de stad. En zo komt de Engelse naam bagel uit het Jiddisch: בײגל, beygl en Pools bajgiel.

## New York
De bagel associeert men vooral met de stad New York. Bagels worden er niet meer alleen door joodse bakkers bereid, en ook zijn de broodjes vaak niet koosjer. De meeste bagels worden machinaal vervaardigd en luchtiger gemaakt door toevoeging van ei. De klassieke New York bagel is belegd met roomkaas, gerookte zalm en ui.

## Tennis
Het behalen van een set in tennis zonder een enkel tegengame (6–0) noemt men een bagel. Als een tenniswedstrijd met tweemaal 6–0 wordt gewonnen, spreekt men van een dubbele bagel.